# Honda Accord (7. generation)
Honda Accord er en stor mellemklassebil fra den japanske bil- og motorcykelfabrikant Honda. Den syvende modelgeneration, som omtales i nærværende artikel, kom på markedet i februar 2003 og blev derefter produceret frem til juni (Tourer: august) 2008.

## Limousine
Også den syvende generation af Accord Limousine blev tilpasset de forskellige eksportmarkeders behov.
Til Japan og Europa blev der ved dette modelskifte, som fandt sted i starten af 2003, udviklet en fælles i Japan produceret model. Modellen fandtes igen igen som stationcar, som bar tilnavnet Tourer. På nogle markeder kunne der også fås firehjulstrukne versioner og sportslige varianter såsom "Euro R".
I Australien og New Zealand blev modellen solgt under navnet Accord Euro. I Europa kunne modellen leveres i udstyrsvarianterne "Comfort", "Sport", "Executive" og "Type S".
Kunderne kunne vælge mellem benzinmotorer på 2,0 og 2,4 liter med en effekt på 114 kW (155 hk) hhv. 140 kW (190 hk), eller alternativt en dieselmotor med 103 kW (140 hk). 2,2-liters i-CTDi-dieselmotoren blev også benyttet i Honda CR-V, FR-V og Civic.
Til sikkerheden i Accord bidrog seks airbags samt ABS og ESP, af Honda benævnt "VSA". Accord var som standard ligeledes udstyret med cd-afspiller og klimaautomatik. I Japan supplerede Accord Limousine med 3,0-liters i-VTEC V6-motor med cylinderfrakobling fra 2003 Honda Inspire, hvilket skulle dokumentere den "store" Accords tilhørighed til automobilbygningens overklasse. Bemærkelsesværdigt var det, at Honda for første gang tilbød systemer såsom HiDS (et vognbaneholdehjælpesystem). Derudover bekæmpes unødig støj ved hjælp af Active Noise Cancellation (ANC). Den kun i Japan markedsførte "Accord Euro R" var udstyret med optimerede motorer ligesom Type R-versionerne af Accord, Civic og Integra.
Japanske købere kunne vælge mellem for- eller firehjulstræk, hvor den firehjulstrukne model kun fandtes med automatgear. Ellers fandtes der fem- og sekstrins manuelle gearkasser. I Nord- og Sydamerika, Australien, New Zealand og Asien (undtagen Japan) fandt modelskiftet ligesom i Japan og Europa sted i slutningen af 2002. Den større version blev udviklet og produceret i USA. I Nordamerika kunne Limousine-modellen leveres med 2,4-liters i-VTEC-motor eller den allerede fra forgængeren kendte 3,0-liters V6-motor med VTEC-teknologi. V6-motoren kunne fra starten kun leveres i kombination med femtrins automatgear, men senere også med sekstrins manuelt gear. I øvrige lande var en femtrins manuel gearkasse som oftest standardudstyr, og som ekstraudstyr et femtrins automatgear.
Ligeledes i starten af 2003 fandt et modelskifte sted i USA. Den amerikanske Limousine havde en større akselafstand, en større sporvidde og et bredere karrosseri. Modellen var ligesom forgængeren udstyret med en V6-motor, som ligeledes fandt anvendelse i coupéen. Denne "store" Accord Limousine blev, ud over i Nord-, Mellem- og Sydamerika, også solgt i Asien udenfor Japan under navnet Honda Inspire. I 2004 kom modellen i Nordamerika ligeledes med V6-hybrid-drift.
- Bagfra

### Facelift
I midten af 2006 gennemgik Accord et facelift, hvor kofangere, kølergrill, motorhjelm, forlygter og baglygter blev modificeret og kabinen blev finpudset. 2,2 i-CTDi fik ved denne lejlighed seks gear.
- Honda Accord Limousine (Europa, 2006–2008)
- Bagfra

## Coupé
Coupémodellen blev ligesom sin forgænger udviklet og eksklusivt produceret af Honda of America Mfg. i USA. Den blev udelukkende markedsført i USA og Canada.
Som basis tjente et forkortet chassis fra den amerikanske Limousine. Modellen fandtes med 2,4-motor og 3,0 V6-motor og i to forskellige udstyrsvarianter.

## Tourer
Den konsekvente udvikling af bilerne til de forskellige eksportmarkeder førte bl.a. til, at en større stationcar fremover kun blev markedsført i Japan og Europa på basis af den japanske Limousine under navnet Accord Wagon hhv. Accord Tourer.
Basismodellen af Tourer var i Europa udstyret med en 2,0-motor eller en 2,4-liters DOHC-motor med i-VTEC-teknologi. Udelukkende i Europa kunne modellen ligeledes leveres med Hondas første, egenudviklede dieselmotor. Wagon fandtes i Japan kun med 2,4-litersmotoren, men kunne der også fås med firehjulstræk.
I forhold til Limousine havde stationcaren en anden bagakselkonstruktion for at muliggøre en dyb, flad lasteflade. I Japan kunne Accord Wagon leveres med Hondas system til aflastning og støtte af føreren (HiDS).

## Tekniske data
|                                                | 2.0                                                         | 2.0 Euro R            | 2.4                                                         | 2.4                   | 3.0                   | 2.2 i-CTDi                |
| Byggeår                                        | 2003–2008                                                   | 2003–2008             | 2003–2008                                                   | 2003–2007             | 2003–2007             | 2003–2008                 |
| Markeder                                       | Australien, Europa, Canada, USA, Forenede Arabiske Emirater | Japan                 | Australien, Europa, Canada, USA, Forenede Arabiske Emirater | Canada, USA           | Canada, USA           | Europa                    |
| Modelkode (Limousine)                          | CL7                                                         | CL7 Euro R            | CL9                                                         | –                     | –                     | CN1                       |
| Modelkode (Tourer)                             | CM1                                                         | –                     | CM2                                                         | –                     | –                     | CN2                       |
| Modelkode (Coupé)                              | –                                                           | –                     | –                                                           | CM7                   | CM7                   | –                         |
| Motordata                                      |                                                             |                       |                                                             |                       |                       |                           |
| Motorkode                                      | K20A4, K20A6                                                | K20A                  | K24A(3)                                                     | K24A                  | J30A4                 | N22A1                     |
| Motortype                                      | R4-benzinmotor                                              | R4-benzinmotor        | R4-benzinmotor                                              | R4-benzinmotor        | V6-benzinmotor        | R4-dieselmotor            |
| Antal ventiler pr. cylinder                    | 4                                                           | 4                     | 4                                                           | 4                     | 4                     | 4                         |
| Ventilstyring                                  | OHC, tandrem                                                | OHC, tandrem          | OHC, tandrem                                                | OHC, tandrem          | 2 × DOHC, tandrem     | DOHC, kæde/tandhjul       |
| Fødesystem                                     | Multipoint                                                  | Multipoint            | Multipoint                                                  | Multipoint            | Multipoint            | Commonrail                |
| Trykladning                                    | –                                                           | –                     | –                                                           | –                     | –                     | Turbolader, ladeluftkøler |
| Køling                                         | Vandkøling                                                  | Vandkøling            | Vandkøling                                                  | Vandkøling            | Vandkøling            | Vandkøling                |
| Boring × slaglængde                            | 86,0 × 86,0 mm                                              | 86,0 × 86,0 mm        | 87,0 × 99,0 mm                                              | 87,0 × 99,0 mm        | 86,0 × 86,0 mm        | 85,0 × 97,1 mm            |
| Slagvolume                                     | 1998 cm³                                                    | 1998 cm³              | 2354 cm³                                                    | 2354 cm³              | 2997 cm³              | 2204 cm³                  |
| Kompressionsforhold                            | 9,8:1                                                       | 11,5:1                | 10,5:1                                                      | 9,7:1                 | 10,0:1                | 16,7:1                    |
| Maks. effekt ved omdr./min.                    | 114 kW (155 hk) /6000                                       | 162 kW (220 hk) /8000 | 140 kW (190 hk) /6800                                       | 118 kW (160 hk) /5500 | 176 kW (240 hk) /6250 | 103 kW (140 hk) /4000     |
| Maks. drejningsmoment ved omdr./min.           | 190 Nm /4500                                                | 206 Nm /6000          | 220 Nm /4500                                                | 218 Nm /4500          | 287 Nm /5000          | 340 Nm /2000              |
| Kraftoverførsel                                |                                                             |                       |                                                             |                       |                       |                           |
| Drivende hjul                                  | Forhjul                                                     | Forhjul               | Forhjul                                                     | Forhjul               | Forhjul               | Forhjul                   |
| Gearkasse (standardudstyr)                     | 5-trins manuel                                              | 6-trins manuel        | 6-trins manuel                                              | 5-trins manuel        | 5-trins automatisk    | 5-trins manuel1           |
| Gearkasse (ekstraudstyr)                       | 5-trins automatisk                                          | –                     | 5-trins automatisk                                          | 5-trins automatisk    | –                     | –                         |
| Præstationer (Limousine)2                      |                                                             |                       |                                                             |                       |                       |                           |
| Topfart                                        | 217 km/t (214 km/t)                                         |                       | 227 km/t                                                    | –                     | –                     | 210 km/t                  |
| Acceleration 0-100 km/t                        | 9,2 sek. (10,6 sek.)                                        |                       | 7,9 sek. (9,0 sek.)                                         | –                     | –                     | 9,4 sek.                  |
| Brændstofforbrug pr. 100 km ved blandet kørsel | 8,0 liter (8,3 liter) Blyfri 95                             |                       | 9,0 liter (9,4 liter) Blyfri 95                             | –                     | –                     | 6,7 liter Diesel          |
| Præstationer (Tourer)2                         |                                                             |                       |                                                             |                       |                       |                           |
| Topfart                                        | 217 km/t (214 km/t)                                         |                       | 227 km/t                                                    | –                     | –                     | 198 km/t                  |
| Acceleration 0-100 km/t                        | 9,9 sek. (11,5 sek.)                                        |                       | 8,4 sek. (10,0 sek.)                                        | –                     | –                     | 10,1 sek.                 |
| Brændstofforbrug pr. 100 km ved blandet kørsel | 8,6 liter (9,1 liter) Blyfri 95                             |                       | 9,8 liter (10,9 liter) Blyfri 95                            | –                     | –                     | 7,5 liter Diesel          |